# 미소수프
〈미소수프〉(ミソスープ 미소수프[*])는 테고마스의 데뷔 싱글이다.

## 개요
NEWS의 멤버인 테고시 유야·마스다 타카히사에 의한 보컬 유닛의 데뷔 싱글이다. 원래, 스웨덴의 작곡가 팀과 인연이 깊었던 일도 있어, 쟈니즈 사무소 첫 스웨덴 선행 발매가 된다 (자세한 것은 테고마스를 참조). CD 자켓은 각국반 모두 타이틀 그대로 된장국의 일러스트가 배경으로 그려져 테고시와 마스다의 사진이 합성되고 있다. 초회 생산 한정반에는, 표제곡의 PV가 수록된 DVD가 부속된다.
스웨덴반인 〈Miso Soup〉는 〈Tegomass〉명의로 발매된다. 전편 영어 가사로 불리고 있어 영어 가사로의 PV도 존재한다. 발매일 당일에는 스톡홀름 시내에서 이벤트를 실시했다. 2006년 11월 23일자의 스웨덴의 공식 음악 차트·hitlistan.se에서, 패키지(CD) 판매와 넷 전달로의 매상수를 가산한 아티스트가 많은 가운데, 패키지 판매만으로 첫등장 12위를 기록한다.

## 수록곡

### 스웨덴반
1. Miso Soup
2. Miso Soup（KARAOKE）

### 초회 한정반
CD
1. ミソスープ / 미소수프
작사: zopp / 작곡·편곡: Shusui, Stefan Aberg
2. はじめての朝 / 첫 아침
작사: 시모지 유 / 작곡: 히비노 히로후미 / 편곡: 나카니시 료스케
3. Chocolate
작사: H.U.B / 작곡·편곡: 와타나베 타쿠야

DVD
1. ミソスープ Music Clip
2. ミソスープ Music Clip Making

### 통상반
1. ミソスープ / 미소수프
2. はじめての朝 / 첫 아침
3. Chocolate
4. 砂時計 / 모래시계
작사·작곡: 시미즈 아키오
5. ミソスープ（オリジナル・カラオケ）